# 贝韦德罗河
贝韦德罗河（西班牙語：Río Bebedero）是哥斯达黎加西北部瓜纳卡斯特省的一条河流，全长约62千米，起源于特諾里奧國家公園中的瓜納卡斯特山脈，在貝韋德羅城区汇入皮德拉斯河，在帕洛貝爾德國家公園以南注入滕皮斯克河，最终流向太平洋。